# مارتن باج
مارتن باج (بالفرنسية: Martin Page)‏ (مواليد 1975 - ) هو كاتب فرنسي. ومؤلف الرواية الفلسفية الساخرة الأكثر مبيعًا: كيف أصبحت غبيًا، التي فازت بجائزة أدب المدارس، وهي جائزة يمنحها طلاب المدراسة البلجيكية والألمانية والهولندية.

## روابط خارجية
- مارتن باج على موقع IMDb (الإنجليزية)